# Mario Fasano
Mario Fasano (Charleroi, 8 ottobre 1973) è un ex calciatore belga, di ruolo difensore.

## Caratteristiche tecniche
Giocava da terzino sinistro.

## Carriera
Dopo aver giocato nelle giovanili del Charleroi nel 1993 arriva in prima squadra, dove trascorre la stagione 1993-1994, nella prima divisione belga, campionato in cui la sua squadra arriva quarta in classifica. Successivamente si trasferisce in terza serie all'Olympic Charleroi, con cui nella stagione 1995-1996 vince il campionato conquistando la promozione in Tweede klasse, categoria nella quale milita durante la stagione 1996-1997. Passa quindi al Westerlo, con cui nella stagione 1997-1998 torna a giocare nella prima divisione belga; fa quindi ritorno al Charleroi, con cui gioca un altro campionato in massima serie, grazie al quale arriva ad un bilancio totale di un gol in 34 presenze nella prima divisione belga.
Nel 1999 scende di categoria per accasarsi al Tubize-Braine, formazione di terza serie, con la quale rimane per sei stagioni consecutive, due delle quali (la 2003-2004 e la 2004-2005) nella seconda divisione belga. Nella stagione 2005-2006 e nella stagione 2006-2007 milita nuovamente in terza divisione, col Namur: nella sua seconda stagione la squadra arriva seconda in classifica e viene promossa in Tweede klasse, categoria nella quale nel campionato 2007-2008 Fasano mette a segno 4 reti in 34 presenze. Nella stagione 2008-2009 scende nuovamente in Derde klasse, giocandovi per un anno con la maglia del Wallonia Walhain.
Negli anni seguenti pur abbandonando la carriera professionistica per iniziare a lavorare come funzionario nella Commissione europea ha proseguito la sua attività agonistica nei campionati regionali belgi con varie squadre tra cui (nella stagione 2015-2016) il Ransart.

## Palmarès

### Club

#### Competizioni nazionali
- Derde klasse: 2

Olympic Charleroi: 1995-1996
Tubize: 2002-2003